# League Bowling
League Bowling (リーグボウリング?, Rīgu Bouringu) è un videogioco sportivo arcade avente come tema il bowling, pubblicato tra il 1990 ed il 1991 dalla SNK per Neo Geo. Venne convertito quattro anni dopo (nel 1994) per Neo Geo CD.
Nel 2010, la SNK Playmore pubblicò Neo-Geo Station, una raccolta di giochi emulati del Neo Geo, tra cui appunto League Bowling, per PlayStation 3 e PSP. Il 12 luglio 2011 venne reso disponibile sulla defunta Virtual Console per Wii in Giappone.

## Modalità di gioco
League Bowling viene giocato ad un massimo di quattro giocatori, però può essere supportato fino a otto tramite la funzione Multi Link Play, il quale permette di collegare fino a quattro cabinati Neo Geo MVS. Questo è l'unico videogioco per Neo Geo che supporta otto giocatori. Vi si controllano personaggi con i capelli blu o rossi e inoltre è possibile scegliere le bocce tra le 8 e le 15 libbre. Il gioco dispone di tre modalità diverse:
- "Regulation" - una partita normale di bowling, con un punteggio massimo di 300 per la partita perfetta;
- "Flash" - valori tra 100 e 500 compaiono casualmente quando il giocatore lancia la boccia. Uno strike aggiunge il valore visualizzato come bonus al punteggio alla fine della partita;
- "Strike 90" - simile alla prima, tuttavia uno strike aggiunge 90 punti ai due lanci successivi, mentre uno spare ne aggiunge 60 a quello che segue. Si guadagnano 30 punti in caso si lanci la boccia tra il settimo e il decimo birillo.

## Accoglienza
League Bowling ricevette recensioni perlopiù positive dalla critica specializzata. Al momento ha un punteggio di 3.25 su 5 su GameFAQs. Ricevette alcune critiche per i controlli un po' scomodi, ma passabili, visto che si tratta del primo videogioco di bowling per arcade. Inoltre, molti recensori ne lodarono lo stile grafico divertente e i personaggi, soprattutto per le loro reazioni in caso di strike, spare o quando si mancano i birilli.

## Differenze tra versioni
Tom Fulp, fondatore e CEO di Newgrounds, ne realizzò una versione in Flash nel 2002. Questa versione non offre la possibilità di selezionare la palla, presenta solo la modalità "Regulation" e un minor numero di animazioni, mentre gli sprite dei personaggi sono gli stessi.

## Easter egg
Si può vedere Nadia, protagonista dell'anime Nadia - Il mistero della pietra azzurra, fare il tifo sullo sfondo.